# Deutsche Fechtmeisterschaften 1942
In den Deutschen Fechtmeisterschaften 1942 wurden Einzelwettbewerbe im Herrenflorett, Herrendegen und Herrensäbel ausgetragen, bei den Damen nur im Florett. Einen Mannschaftswettbewerb gab es nur im Damenflorett. Die Meisterschaften wurden vom Deutschen Fechter-Bund organisiert und fanden in Dresden statt.

## Herren

### Florett (Einzel)
| Platz | Sportler          | Verein              |
| ----- | ----------------- | ------------------- |
| 1     | Julius Eisenecker | Hermannia Frankfurt |
| 2     | Otto Adam         | Wiesbadener FC      |
| 3     | Richard Liebscher | SC Berlin           |

### Degen (Einzel)
| Platz | Sportler            | Verein              |
| ----- | ------------------- | ------------------- |
| 1     | Siegfried Lerdon    | Hermannia Frankfurt |
| 2     | Fritz Jaxt          | Fechtclub Offenbach |
| 3     | Wilfried Pflaumbaum | SG Berlin           |

### Säbel (Einzel)
| Platz | Sportler          | Verein              |
| ----- | ----------------- | ------------------- |
| 1     | Richard Liebscher | SC Berlin           |
| 2     | Hans Esser        | DFC Düsseldorf      |
| 3     | Julius Eisenecker | Hermannia Frankfurt |

## Damen

### Florett (Einzel)
| Platz | Sportler        | Verein              |
| ----- | --------------- | ------------------- |
| 1     | Lilo Allgayer   | Fechtclub Offenbach |
| 2     | Brigitte Schöne | TC Chemnitz         |
| 3     | Hedwig Haß      | Fechtclub Offenbach |

### Florett (Mannschaft)
| Platz | Verein              | Sportler |
| ----- | ------------------- | -------- |
| 1     | Fechtclub Offenbach |          |